# Kleopatra z Jerozolimy

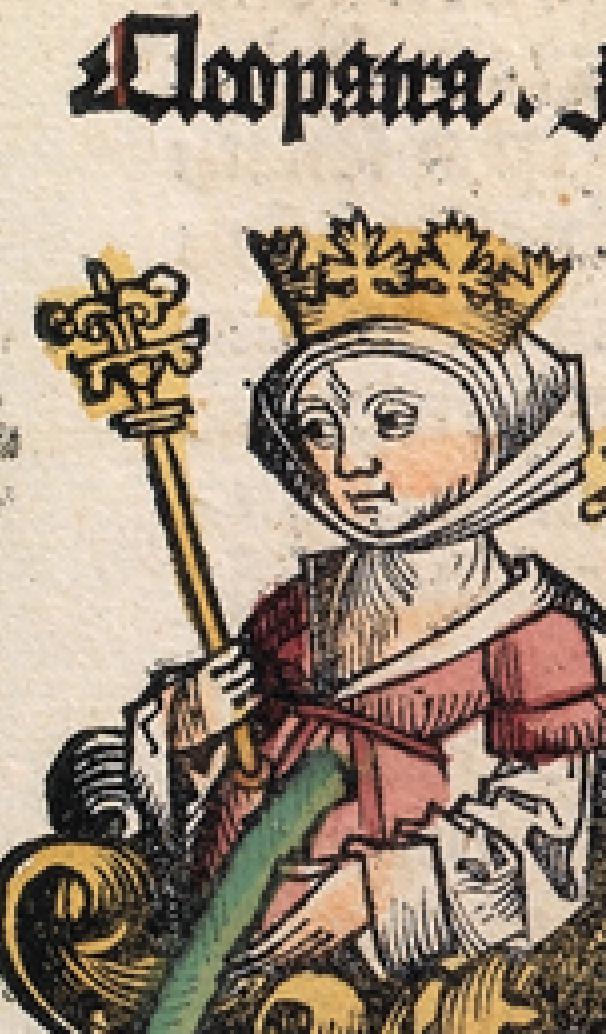
Wygląd Kleopatry z Jerozolimy

Kleopatra z Jerozolimy (I wiek p.n.e.) - żona Heroda Wielkiego, króla Judei.
Pochodziła z Jerozolimy. Badacze przypuszczają, że mogła należeć do zhellenizowanej rodziny idumejskiej lub fenickiej. Pogląd ten oparty jest głównie na samym imieniu Kleopatry, nienoszonym raczej przez Żydówki w okresie Drugiej Świątyni.
Kleopatra poślubiła Heroda w 28/27 p.n.e. Miała z nim dwóch synów: Heroda IV i Filipa, późniejszego tetrarchę Iturei, Gaulanitis, Auranitis i Batanei.